# Токарево (Рыбновский район)
Токарево — село в Рыбновском районе Рязанской области, входит в состав Пионерского сельского поселения.

## География
Село расположено в 2 км на юг от центра поселения посёлка Пионерский и в 36 км на юго-запад от райцентра города Рыбное.

## История
Деревянная церковь Преображения Господня и Бога Нашего Иисуса Христа в селе Токареве упоминается в приправочных книгах 1616 года. Само село значилось за вдовою Марьей Васильевной женой Волынскова. Дворов в селе Токареве в начале XVII века показано всего 13, в числе которых упоминается и двор вотчинников. По окладным книгам 1676 года у церкви приходских дворов 31, из которых было 8 дворов засечных сторожей. В 1733 году Анастасией Александровной Нарышкиной в селе построена новая деревянная церковь. В 1835 году прихожанами была построена деревянная Преображенская церковь. В 1905 году в селе была построена каменная церковь Спаса Преображения.
В XIX — начале XX века село являлось центром Токаревской волости Михайловского уезда Рязанской губернии. В 1905 году в селе было 120 дворов.
С 1929 года село являлось центром Токаревского сельсовета Больше-Коровинского района Рязанского округа Московской области, с 1937 года — в составе Рязанской области, с 1956 года — в составе Рыбновского района, с 2005 года — в составе Пионерского сельского поселения.

## Население
| 1859 | 1897 | 1906 | 2010 |
| ---- | ---- | ---- | ---- |
| 426  | ↗591 | ↗920 | ↘21  |

## Достопримечательности
В селе находится полуразрушенная Преображенская церковь (1905). 